# Spoorlijn Luzern - Lenzburg
De spoorlijn Luzern - Lenzburg, ook wel Seetalbahn genoemd, was een spoorlijn van een private spoorwegmaatschappij in Zwitserland. Later werd zij overgenomen door de hiervoor opgerichte Schweizerische Seethalbahn-Gesellschaft (afgekort: SThB).
De spoorlijn liep van Emmenbrücke over Emmen bij Luzern naar Lenzburg. Bovendien behoorde ook het inmiddels gesloten deeltraject van Lenzburg (Stadt) en Wildegg en het traject tussen Beinwil am See en Beromünster in het Wynental tot de Seetalbahn.

## Geschiedenis
In de gemeenten van het Seetal hoopte men oorspronkelijk dat het traject Basel–Olten–Luzern via het Seetal zou worden aangelegd. De Schweizerische Centralbahn koos echter voor het traject via Zofingen–Sursee–Sempach.
In 1870 ontwikkelde de Zürcher ingenieur Theodor Lutz (1841 - 1890) een concept voor de bouw van een goedkopere lokale spoorlijn. Naar zijn voorstelling zou deze naast de straat aangelegd kunnen worden. Bovendien loopt de spoorlijn door het dorpscentrum. Lutz had een succesvolle relatie met de Londense financiers, die voor het project naar zijn concept geplande spoorlijn door het Zwitserse Seetal konden winnen. Zo kwam op 22 augustus 1882 in Londen tot het oprichten van de Lake Valley of Switzerland Railway Company.
In 1883 kon het traject Emmenbrücke–Lenzburg in twee etappes geopend worden. In 1887 volgde het aansluitende traject van Beinwil am See tot Reinach. De hoop van de Engelse investeerders op grote zaken slaagde niet en zij verkochten in 1894 de spoorwegmaatschappij aan de nieuw opgerichte Schweizerische Seethalbahn-Gesellschaft (SThB).
Die nieuwe Zwitserse eigenaar verzochten de activiteiten te verhogen en voerden de volgende nieuwigheden in. In 1894/96 werden vierassige rijtuigen aangeschaft en in 1903 werd een vierassig buffetrijtuig aangeschaft. De Schweizerischen Speisewagengesellschaft beëindigde na zeven jaar wegens gebrek aan rendement de diensten met het buffetrijtuig.
In 1895 werd het hoofdtraject van Lenzburg naar Wildegg verlengd en in 1906 de aftakking van Reinach naar Beromünster verlengd.
Een ongewone stap op deze lokaalspoorlijn was in 1913 het invoeren van sneltreinen.

### Beinwil am See–Beromünster
De aftakkende spoorlijn van Beinwil am See naar Beromünster zou het Wynental en de regio Beromünster ontsluiten. In 1887 werd het traject tot Reinach geopend. In 1904 kreeg het Wynental met de Wynentalbahn (WTB) een rechtstreeks metersporig traject naar Aarau, de hoofdstad van het kanton. Desondanks werd in 1906 de lijn verlengd van Reinach naar Beromünster.
Het is een geëlektrificeerd enkelsporig traject met een helling van ten hoogste 37 ‰. Het personenvervoer met dagelijks 18 treinparen werd op 30 mei 1992 stilgelegd en door busvervoer vervangen. De proef met busvervoer was voor een periode van vijf jaar, maar werd niet meer teruggedraaid. In juli 2001 reden de laatste goederentreinen alsmede een speciale trein van Circus Knie.
In 2001 werd het traject stilgelegd en overgedragen aan de Wynental en Suhrentalbahn (WSB).

## Sanering Seetalbahn

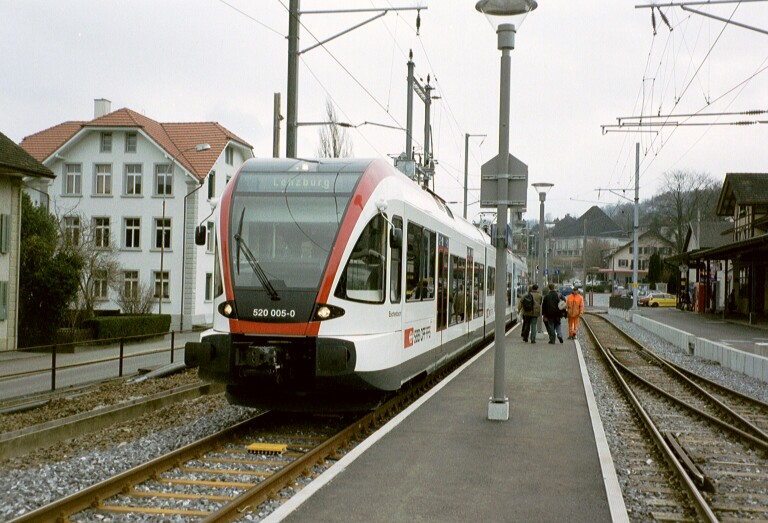
Een (GTW 2/8) RABe 520 "RegioLiner" nu als S9 S-Bahn Luzern

### Problematiek van het traject
In Seon was over een korte afstand een zeer kleine afstand tussen rails en straat. Het traject liep hier voor een groot deel over de straat, iets wat is overgenomen van smalspoorlijnen die ook een kortere remweg hadden. Op de Seetalbahn werden oorspronkelijk dezelfde voertuigen als het stamnet gebruikt.
Het ging hierbij om de volgende voertuigen:
- RBe 4/4
- Ae 6/6
- RBDe 4/4

Waarschuwingsstrepen op de Ae 6/6 werkten als een magneet en trokken het gevaar aan.
Aangepaste voertuigen voor de Seetalbahn:
- RABe 520

### Emmenbrücke–Waldibrücke
In het gedeelte Emmenbrücke–Waldibrücke waren totaal 40 overwegen bijzonder gevaarlijk. In 1960 werd voor het eerst de verlegging van het spoor in Emmen voorgesteld. In 1983 werd het bouwbesluit goedgekeurd maar door inspraak vertraagd. Nadat in 1992 de Bundesraad een principe besluit voor de instandhouding en sanering van de Seetalbahn viel, konden in 1994 de werkzaamheden van de bouw beginnen.
Op 23 mei 1998 kon het 4,7 km lange nieuwbouwtraject geopend worden. Deze loopt ten noorden van het station Emmenbrücke tot de aansluiting Hübeli van het traject Luzern – Olten af en voert door natuurlijk terrein tot de 628 meter lange Hüslentunnel. Na de tunnel werd om het vliegveld Emmen gereden om vervolgens bij Waldibrücke op het bestaande traject aan te sluiten. Hierdoor verviel een hindernis in de treindienst namelijk kop maken in het station Emmenbrücke met een tijdwinst van vijf minuten.

### Waldibrücke–Lenzburg
Door de verkleining van het omvangprofiel van 5,0 meter op 3,8 meter is de Seetalbahn niet meer beschikbaar voor normaalsporige voertuigen. Dit omvangprofiel geldt uitsluitend voor het traject Hitzkich – Lenzberg Spitzkehre. Hierdoor werd het ook niet meer mogelijk om goederentreinen op de zijlijn Beinwil am See – Beromünster te laten rijden.
De sanering van de Seetalbahn gaat verder. In de periode 2005 werden van de 210 bestaande overwegen er 53 voorzien van een technische installatie. In 2009 zouden de meer dan 85 overige overwegen voorzien moeten worden van een technische installatie. Eveneens zou in 2009 de saneringen in Boniswil gerealiseerd zijn.
Ook voor het resterende deel van het traject werd over ideeën voor grondige saneringen met verdere nieuwbouwgedeeltes gesproken. Er werd gedacht aan aangepaste voertuigen om door de nog voorhanden zijnde ruimte voor het spoor optimaal te benutten met zo weinig mogelijk hinder voor het wegverkeer.

## Traject

### Emmenbrücke–Lenzburg
Het traject is enkelsporig geëlektrificeerd. Tussen het station Emmenbrücke en de aansluiting Hübeli wordt gebruikgemaakt van het traject Luzern–Olten. Tussen Hitzkirch en Lenzburg Spitzkehre is een klein profiel in gebruik, deze vereist speciale voertuigen.
Sinds 12 december 2004 is de Seetalbahn bekend als S9 van de S-Bahn Luzern. Hiervoor liet de SBB bij Stadler AG te Bussnang een aangepaste serie GTW 2/8 "RegioLiner" treinstellen bouwen met een breedte van 2,65 meter. Dit is duidelijk smaller dan de normale voertuigen van 3,00 meter breedte. Deze zijn bij SBB bekend als RABe 520.

### Beinwil–Beromünster
Het is een geëlektrificeerd enkelsporig traject met een helling van ten hoogste 37 ‰. In 2001 werd het traject stilgelegd en overgedragen aan de Wynental en Suhrentalbahn (WSB). De WSB sloot in Reinach de lijn aan op de voormalige SBB-lijn en spoorde deze om in meterspoor tot Menziken. Hier werd een overdekte depot annex station gebouwd.

## Overname door de staat
De Schweizerischen Bundesbahnen hadden grote interesse om de lucratieve spoorlijn te verwerven en de spoorlijn werd in 1922 genationaliseerd. Dit betekende het einde van veel vernieuwingen van de voormalige privéspoorlijn. De sneltreinen verdwenen van de lijn.

## Aansluitingen
In de volgende plaatsen is of was er een aansluiting van de volgende spoorlijnen:

### Luzern
- Bern - Luzern, spoorlijn tussen Bern en Luzern
- Luzern - Immensee, spoorlijn tussen Luzern en Immensee
- Zug - Luzern, spoorlijn tussen Zug en Luzern
- Olten - Luzern, spoorlijn tussen Olten en Luzern
- Luzern - Interlaken, spoorlijn tussen Luzern en Interlaken
- Luzern - Engelberg, spoorlijn tussen Luzern en Engelberg

## Elektrische tractie
De traject werd in 1910 geëlektrificeerd met een spanning van 5500 volt 25 Hz wisselstroom. In 1930 werd de spanning aangepast aan de SBB-norm van 15.000 volt 16 2/3 Hz wisselstroom.